# Ferdinand Pantz
Ferdinand Pantz (12. října 1868 Eibiswald – 15. března 1933 Vídeň) byl rakouský politik, na počátku 20. století poslanec Říšské rady.

## Biografie
Byl synem důlního inženýra. Vychodil národní školu, Theresianum a vystudoval práva na Vídeňské univerzitě. Působil jako majitel statku Sonnhof u Stainachu a byl činný ve státní správě. Roku 1893 nastoupil na dolnorakouské místodržitelství a do roku 1905 byl okresním komisařem. Poté působil po několik let v agrární ústřední kanceláři ve Vídni a publikoval studie a články na zemědělská témata. Byl členem zemědělské rady.
Angažoval se v politice jako člen německých politických stran. Zpočátku byl stoupencem Křesťansko sociální strany. Na počátku 20. století se zapojil i do celostátní politiky. Ve volbách do Říšské rady roku 1907, konaných poprvé podle všeobecného a rovného volebního práva, získal mandát v Říšské radě (celostátní zákonodárný sbor) za obvod Štýrsko 14. Usedl do poslanecké frakce Křesťansko-sociální sjednocení. Mandát obhájil za týž obvod ve volbách do Říšské rady roku 1911. V roce 1911 se ovšem rozešel se svými stranickými kolegy a přidal se k nové formaci, Nezávislá křesťansko sociální lidová strana Německého Rakouska (Unabhängige Christlichsoziale Volkspartei der Deutschen Österreichs), které předsedal Raimund Neunteufel, také bývalý křesťanský sociál. Poté, co se na druhém sjezdu Nezávislé křesťansko sociální lidové strany Německého Rakouska v lednu 1913 k této formaci připojili i další nespokojení politici včetně Augusta Kemettera, došlo k ustavení vlastního parlamentního klubu nazvaného Deutsches Zentrum. Podle jiného zdroje ovšem zasedal v poslanecké frakci Německý národní svaz, do které se sloučily německé konzervativně-liberální a nacionální politické proudy.
Ve vídeňském parlamentu setrval až do zániku monarchie. K roku 1911 se profesně uvádí jako majitel statku.
V letech 1918–1919 zasedal jako poslanec Provizorního národního shromáždění Německého Rakouska (Provisorische Nationalversammlung), nyní za Německou nacionální stranu (DnP). Podle jiného zdroje zasedal v tomto zákonodárném orgánu opět za křesťanské sociály, protože válečné události otupily předchozí rozpory.
Po válce se stáhl z politického života a výlučně se zabýval správou svého statku.